# 一首搖滾上月球
《一首搖滾上月球》，是一部由黃嘉俊花費六年時間拍攝執導的紀錄片，描寫臺灣罕見疾病家庭的日常壓力以及病友之間互相扶助的情誼，由6個罕見疾病家庭的父親共同成立「睏熊霸」樂團，以登上貢寮國際海洋音樂祭表演為目標的奮鬥歷程。本片獲第15屆台北電影節「觀眾票選獎」 與第50屆金馬獎「最佳原創電影歌曲」。

## 影片綱要
來自六個家庭的父親，職業從國中教師、網站設計師、捏麵人師傅、課輔班老師、教會行政主任到計程車司機都有，相同的是家中都有罕病兒。罕病爸爸們組成樂團，有鍵盤手「巫爸」、鼓手「勇爸」、貝斯手「鄭爸」、吉他手「李爸」、薩克斯風手「潘爸」、還有主唱「歐陽爸」，由四分衛擔任教練，六人從不會使用樂器到站上海洋音樂祭舞臺，面向大海獻唱《一首搖滾上月球》。除了照顧家中的罕病兒與日常工作，還得為了登臺表演擠出時間練習，導演透過鏡頭紀錄罕病家庭的堅毅，旨在讓觀眾理解罕見疾病，並感受不同家庭面對罕病兒所展現的愛與能量。

## 獎項
| 主辦單位             | 獎項             | 受獎者                                          | 階段／結果 |
| -------------------- | ---------------- | ----------------------------------------------- | ---------- |
| 第15屆台北電影節     | 觀眾票選獎       | 《一首搖滾上月球》                              | 獲獎       |
| 第50屆金馬獎         | 最佳原創電影歌曲 | 〈I Love You〉 詞：陳如山 曲：陳如山 唱：睏熊霸 | 獲獎       |
| 澳大利亞金考拉影展   | 最佳影片         | 《一首搖滾上月球》                              | 獲獎       |
| 北京行者電影節       | 最佳公益影片獎   | 《一首搖滾上月球》                              | 獲獎       |
| 第15屆台北電影節     | 最佳紀錄片       | 《一首搖滾上月球》                              | 提名       |
| 第33屆香港電影金像獎 | 最佳兩岸華語電影 | 《一首搖滾上月球》                              | 提名       |

## 外部連結
- YouTube上的《一首搖滾上月球》預告
- YouTube上的第50屆金馬獎最佳原創電影歌曲入圍〈I Love You〉
- 一首搖滾上月球的Facebook專頁
- 《一首搖滾上月球（页面存档备份，存于）》在香港雅虎的電影頁面（繁體中文）
- Yahoo奇摩電影上《一首搖滾上月球》的資料（繁體中文）
- MSN娛樂上《一首搖滾上月球》的資料（繁體中文）

- 開眼電影網上《一首搖滾上月球》的資料（繁體中文）
- 香港影庫上《一首搖滾上月球》的資料（繁體中文）
- 时光网上《一首搖滾上月球》的資料（简体中文）
- 豆瓣电影上《一首搖滾上月球》的資料 （简体中文）
- 爛番茄上《一首搖滾上月球》的資料（英文）
- AllMovie上《一首搖滾上月球》的资料（英文）
- 互联网电影数据库（IMDb）上《一首搖滾上月球》的资料（英文）